# Ziegelei Erbs
Die Ziegelei Erbs in Pegau ist ein technisches Denkmal, das museal genutzt wird. Schulen dient sie als Ziel von Wandertagen und wird von diesen und anderen Bildungseinrichtungen für Projekttage genutzt. Die Ziegelei steht unter Denkmalschutz und ist an das Museum Pegau angegliedert.

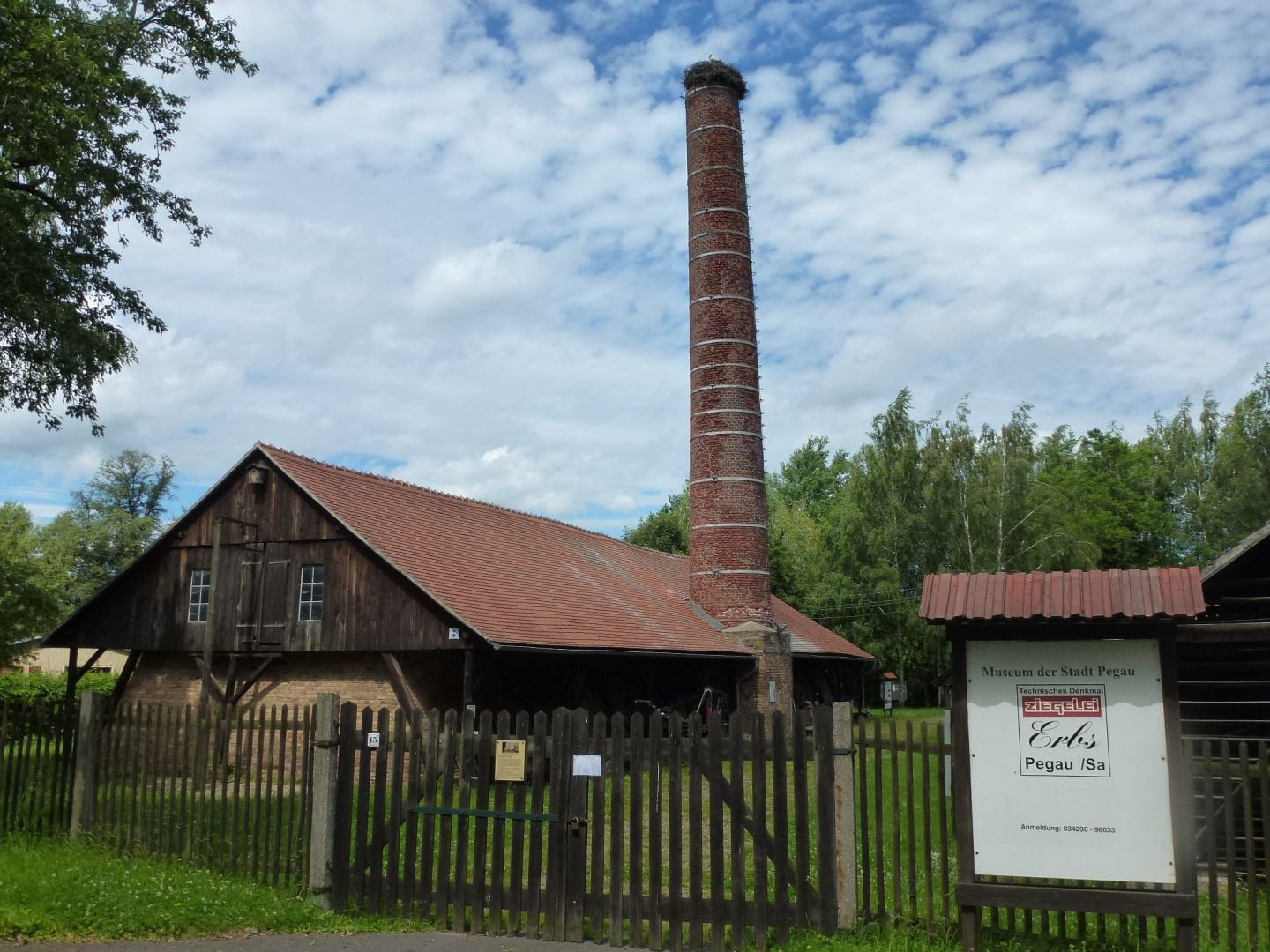
Eingang der Ziegelei

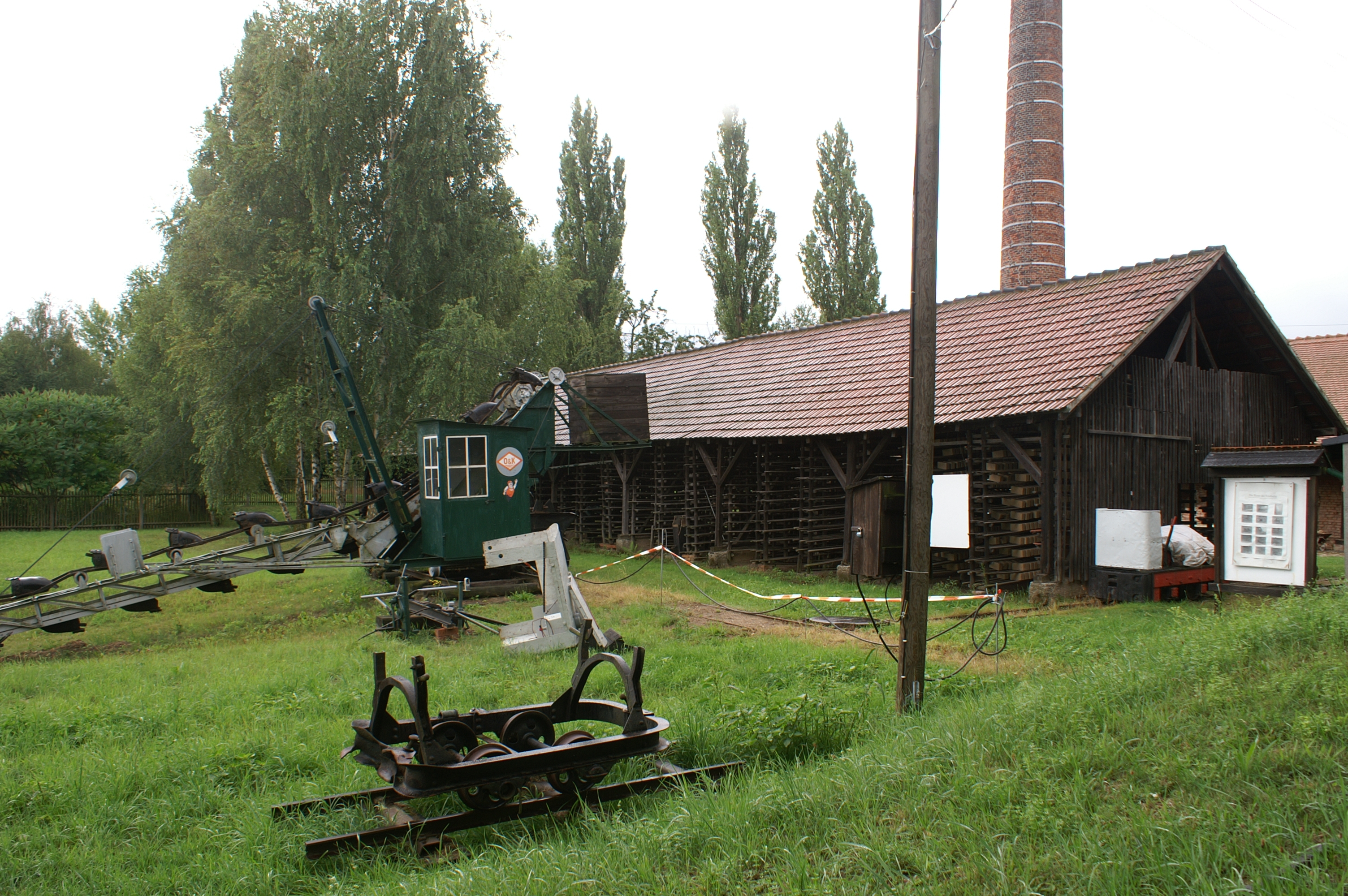
Förderband und Lore

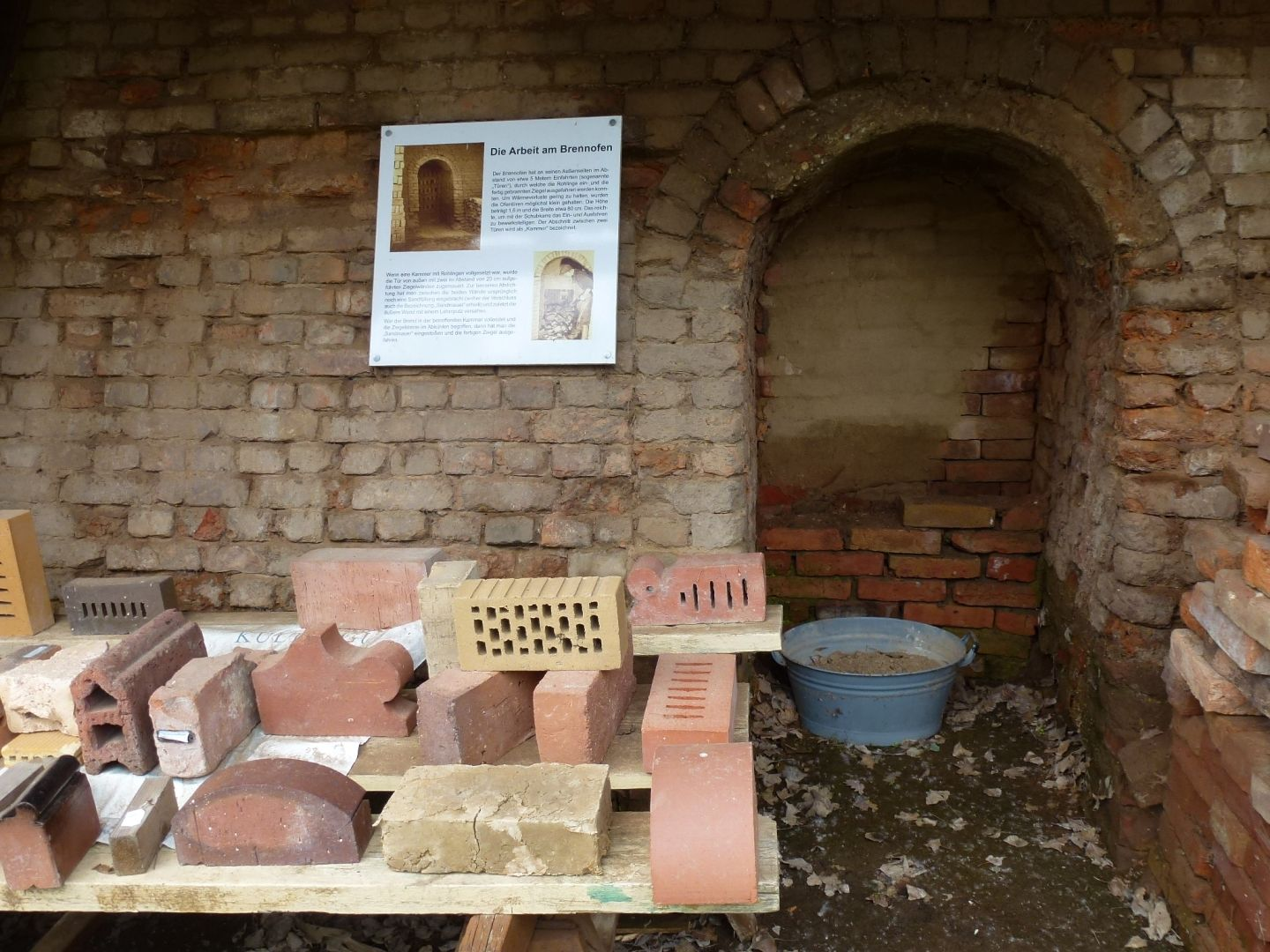
Brennofen

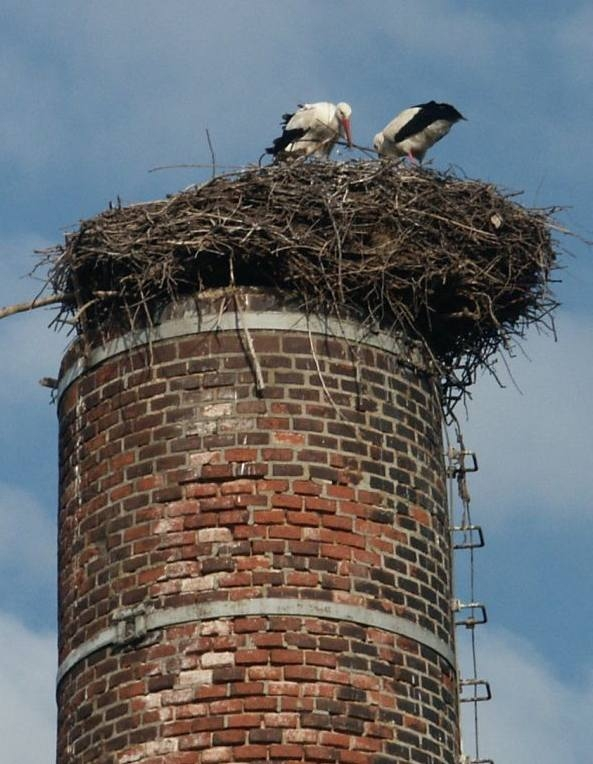
Störche auf dem Schornstein der Ziegelei

## Beschreibung
Mit den erhaltenen, zurückhaltend restaurierten technischen Anlagen und Einrichtungen kann demonstriert werden, wie in der ersten Hälfte des 20. Jahrhunderts Mauerziegel hergestellt worden sind. Die Ziegelei Erbs war einer der kleinen, technisch rückständigen Betriebe – ein Grund, warum in dem technischen Denkmal heute die Frühphase der industriellen Ziegelherstellung gezeigt werden kann. Dazu gehört auch das vorindustrielle Handstrichverfahren.
Die Ziegelei befindet sich auf einem 3680 m² großen Areal an der Einmündung der B 176 in die B 2. Eigentümer des Objektes ist die Stadt Pegau, und es wird vom Museum der Stadt und dem Verein für Heimatkunde zu Pegau e. V. betrieben.
Seit 1988 nisten alljährlich Störche auf dem Brennofen-Schornstein.

## Technische Daten
Das technische Denkmal umfasst im Bereich der Rohstoffförderung: Bagger, Grubenlok, Kipploren, Gleisanlagen und aus dem Bereich der Ziegelherstellung: Pressenhaus (originaler Transmissionsantrieb mit Elektromotor aus Gründungszeit) mit liegendem Beschicker, Strangpresse mit mechanischem Abschneider, Trockenschuppen (für Lufttrocknung der Rohziegel), Transportwagen gestreckter (sog. oblonger) Hoffmannscher Ringofen, Ausfahrkarren, Transportband.

## Geschichte
Julius Erbs beantragte 1907 die Gewerbeerlaubnis zum Bau und Betrieb einer Ziegelei auf dem ihm gehörenden Grundstück an der Audigaster Straße. Der Bau begann 1909 und im Jahre 1911 wurden die ersten Ziegelsteine (Vollziegel) gebrannt. Die Kapazität belief sich auf 2,5 Millionen Ziegelsteine im Jahr. Die Belegschaftsstärke betrug im Durchschnitt zehn Arbeitskräfte. Gearbeitet wurde im Saisonbetrieb (sogen. Kampagne). Im Raum Pegau gab es im ersten Drittel des 20. Jahrhunderts 12 Ziegeleien.
Die Ziegelei Erbs hat infolge Erkrankung des Schwiegersohnes Walter Zobel, der zuletzt im „Ein-Mann-Betrieb“ Lehmsteine für Ofenbauer presste, Mitte der 1970er Jahre die Produktion eingestellt.
Die stillgelegte Ziegelei wurde 1980 unter Denkmalschutz gestellt. Es erfolgten dann zunächst um die Mitte der 1980er Jahre Sicherungsarbeiten (Abtragung des einsturzgefährdeten Schornsteins um ein Drittel seiner Höhe), Einfriedung des Betriebsareals und Bergung von technischen Objekten (Feldbahnanlage und Bagger). Nach der politischen Wende erwarb die Stadt Pegau das Grundstück mit der darauf befindlichen Ziegelei. 1992 begann die umfassende Restaurierung der baulichen Anlagen mit Mitteln der Denkmalpflege des Landes Sachsen, die 1993 zum Abschluss gebracht wurde. Erstmals wurde die Ziegelei Erbs zum Tag des offenen Denkmals 1994 der Öffentlichkeit zugänglich gemacht.